# Замок у Баранові-Сандомирському
Замок у Баранові-Сандомирському — пізньоренесансова будівля, яку ще називають Малим Вавелем. Збудований за проектом архітектора Санті Ґучі в 1591–1606 роках.

## Відомості
Розташований у долині річки Вісли. Появу на цьому місці лицарського двору пов'язують з родиною Барановських гербу Ґжимала. У 1578 році маєтність перейшла на власність Лещинських гербу Венява. Берестейсько-куявський воєвода Анджей Лещинський заклав замок, а при нім бібліотеку. Замок відвідував король Стефан Баторій. Останнім власником замку з Лещинських був Рафал — мостиський староста, батько Станіслава Лєщинського, короля Польщі та Великого князя Литовського.
Наступними власниками замку були князь Дмитро Юрій Вишневецький (1677–1682 роки), княгиня Теофіла Людвіка Заславська, її син Юзеф Кароль Любомирський. 1682-1709 роки — замок перебудовується за участі архітектора Тильмана з Гамерен. Близько 1695 року за сприяння Ю. К. Любомирського було розбудоване західне крило, правдоподібно, змінено інтер'єр всього поверху.
Потім власниками замку були Александер Домінік Любомирський, Павло Карл Санґушко, Яцек Малаховський, Юзеф Потоцький, Ян Красницький. Після пожежі 1849 року Красницькі не подужали коштовного ремонту замку. В 1867 році будівлю було продано Феліксові Долянському. У 1898 році замок знову згорів. Відбудовою займався Тадеуш Стриєнський, який декорував замкову каплицю у стилі «краківської сецесії». Автором вітражів був Юзеф Мегофер, вівтаря — Станіслав Виспянський.
Останнім власником був Роман Долянський, який втратив замок після комуністичної реформи у 1945 році.
В січні 1968 року замок відійшов групі промислових підприємств «Siarkopol». До 1995 року у замку розміщувався музей сіркового промислу. Від 1997 року замок перебуває у власності АТ «Аґенція Розвитку Промислу» (Варшава).
Частина приміщень є доступною для відвідувачів. Є можливість винаймання замкової ресторації. Поблизу замку є готель.